# Bombe cryptologique
Pour les articles homonymes, voir Bombe.

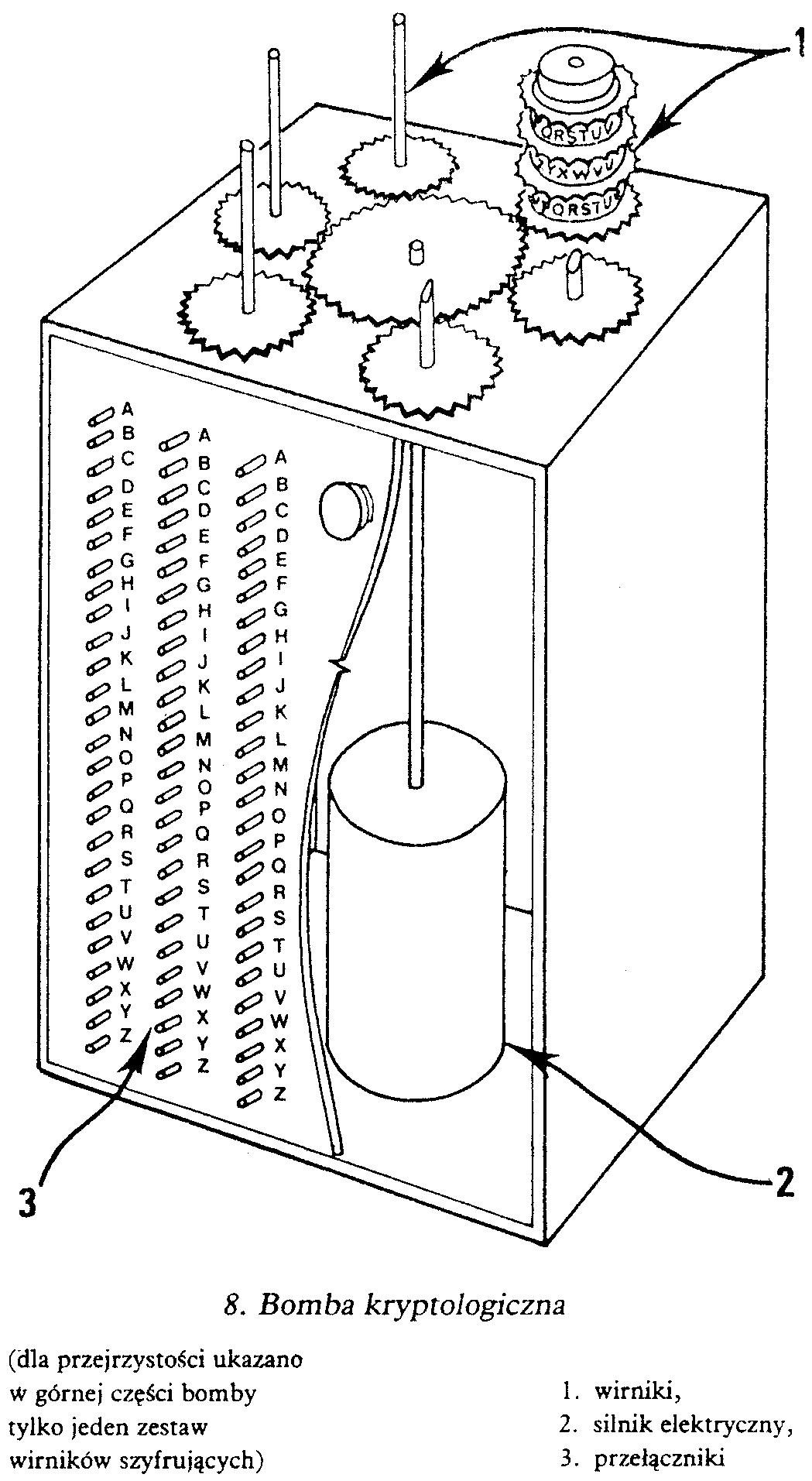
Schéma (a posteriori, reproduit et amélioré par Rejewski en 1979) de la bombe cryptologique

Une bombe cryptologique (dérivé du polonais bomba, « bombe ») est une machine à usage spécifique conçue vers octobre 1938 par le cryptologue polonais Marian Rejewski du Biuro Szyfrów pour déchiffrer les codes allemands de la machine Enigma. L'engin est baptisé de ce nom parce qu'il fait tic-tac lorsqu'il fonctionne.
Une machine inspirée de celle-ci, nommée bombe, est utilisée par les cryptologues britanniques et américains au cours de la Seconde Guerre mondiale dans le même but.

## Histoire

### Prémices

#### Casser le chiffrement à la main
Les Polonais furent les premiers à casser le chiffrement de la variante militaire d'Enigma en 1932. Travaillant à la section BS-4 du Biuro Szyfrów, Marian Rejewski avait mathématiquement redécouvert les câblages de cette version d'Enigma avant d'être rejoint par deux autres mathématiciens : Henryk Zygalski et Jerzy Rózyki. Leur succès est basé sur de l'analyse mathématique et les renseignements d'un informateur allemand (Hans-Thilo Schmidt) ainsi que sur l'interception d'une version commerciale d'Enigma. Cette dernière a ensuite été modifiée pour avoir le même fonctionnement que la version militaire pour pouvoir s'en servir pour casser le chiffrement.
À partir de 1930, les Allemands envoient, au début des messages, une forme chiffrée de la clé de chiffrement aléatoire des messages, ce qui permet de facilement retrouver la clé avec des méthodes manuelles basées sur l'analyse mathématique.

#### Création d'une machine d'assistance

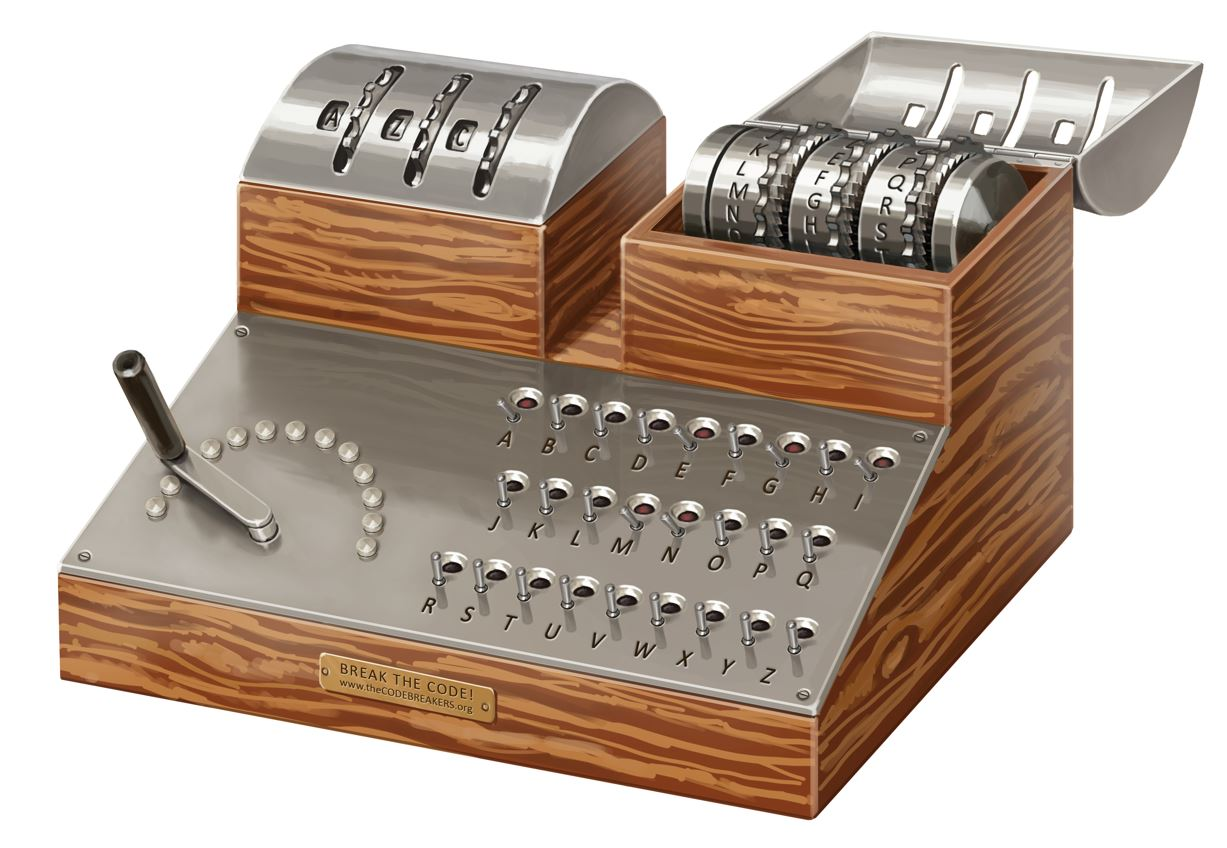
Reproduction du cyclomètre d'après les mémoires de Marian Rejewski.

À partir du 1er octobre 1936, les Allemands complexifient leur chiffrement en augmentant le nombre de permutations de lettres. Cette augmentation de la complexité rend les méthodes de découverte manuelles caduques et amène Rejewski à créer le cyclomètre. En effet, pour continuer à décoder les messages, l'équipe met en place une Attaque par dictionnaire, ce qui nécessite la génération de toutes les permutations possibles de la clé. Le catalogue contient la totalité des 105 456 positions que peuvent avoir les rotors d'Enigma (à l'époque, trois rouleaux contenant les vingt-six lettres de l'alphabet sur chaque rotor ainsi que la permutation des rotors, donc {\displaystyle 26*26*26*3*2*1=105456}). La génération de ce dictionnaire a pris plus d'un an mais, après ce traitement, le cassage d'une clé se faisait en 15 minutes.

### La fin du bureau et la destruction de laBomba
En 1939 l'Allemagne s'attaque à la Pologne, les membres du Biuro Szyfrów fuient vers la Roumanie et les différents exemplaires de la Bomba sont détruits. Les membres du bureau ont continué à travailler sur d'autres algorithmes de chiffrement allemand pendant la guerre.